# Julie Suedo
Julie Suedo (Londres, 1904 – 1978) foi uma atriz britânica, atuante no cinema mudo, durante as décadas de 1920 e 1930.

## Filmografia selecionada
- One Colombo Night (1926)
- The Triumph of the Rat (1926)
- One of the Best (1927)
- Two Little Drummer Boys (1928)
- Victory (1928)
- A Window in Piccadilly (1928)
- Afterwards (1928)
- The White Sheikh (1928)
- Smashing Through (1929)
- Night Alone (1938)